# Danh sách kỷ lục điền kinh thế giới
Danh sách kỷ lục thế giới trong điền kinh hay Danh sách kỷ lục điền kinh thế giới là danh sách các thành tích tốt nhất của các vận động viên ở các nội dung thi đấu trong môn điền kinh. Danh sách được phê chuẩn bởi Liên đoàn điền kinh thế giới (International Association of Athletics Federations - IAAF).

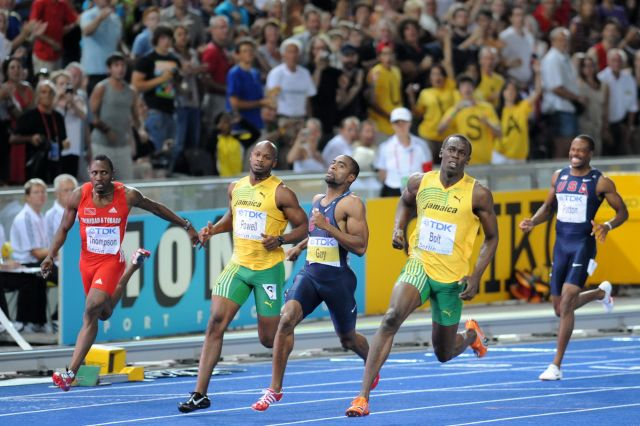
Usain Bolt vượt qua Tyson Gay và lập kỷ lục ở nội dung 100 m tại giải Điền kinh vô địch thế giới ở Berlin năm 2009.

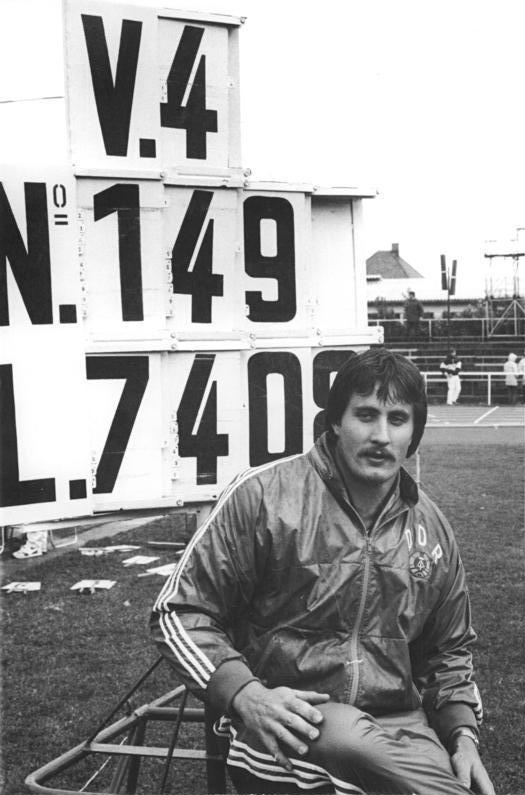
Jürgen Schult đang ngồi bên cạnh bảng thành tích kỉ lục thế giới mà ông mới lập được ở nội dung ném đĩa năm 1986, kỉ lục này của ông từ đó đến nay vẫn chưa bị ai phá vỡ.

## Kỷ lục thế giới
IAAF bắt đầu công nhận các kỷ lục thế giới từ năm 1912.

### Ký hiệu
Đang đợi IAAF công nhận chính thức
ht = hand timing: tính thời gian bằng đồng hồ bấm giây

+ = en route to a longer distance: là một phần của cự ly dài hơn

A = affected by altitude

OT = oversized track: quá thời gian

X = annulled due to doping violations: thành tích có liên quan đến doping

# = not officially ratified by IAAF: không được công nhận chính thức bởi IAAF

a = aided road course according to IAAF rule 260.28: kích thước đường đua không theo quy tắc số 260.28 của IAAF

est = estimate: ước tính

i = set indoors: trong nhà

### Nam
| 100 m (sự tiến triển)                | 9.58 (+0.9 m/s) | Usain Bolt | Jamaica               | 16 tháng 8 năm 2009      | IAAF World Championships in Athletics 2009 | Berlin, Đức                         | Video trên YouTube   |                      |                      |
| 200 m (sự tiến triển)                | 19.19 (−0.3 m/s) | Usain Bolt | Jamaica               | 20 tháng 8 năm 2009      | IAAF World Championships in Athletics 2009 | Berlin, Đức                         | Video trên YouTube   |                      |                      |
| 400 m (sự tiến triển)                | 43.03 | Wayde van Niekerk | Nam Phi               | 14 tháng 8 năm 2016      | Olympic Rio 2016                           | Rio de Janeiro, Brazil              | Video trên YouTube   |                      |                      |
| 800 m (sự tiến triển)                | 1:40.91 | David Rudisha | Kenya                 | 9 tháng 8 năm 2012       | Olympic London 2012                        | London, Vương quốc Anh              | Video trên YouTube   |                      |                      |
| 1000 m (sự tiến triển)               | 2:11.96 | Noah Ngeny | Kenya                 | 5 tháng 9 năm 1999       | Rieti Meeting                              | Rieti, Ý                            | Video trên YouTube   |                      |                      |
| 1500 m (sự tiến triển)               | 3:26.00 | Hicham El Guerrouj | Maroc                 | 14 tháng 7 năm 1998      | Golden Gala                                | Rome, Ý                             | Video trên YouTube   |                      |                      |
| Dặm (khoảng 1.609 m) (sự tiến triển) | 3:43.13 | Hicham El Guerrouj | Maroc                 | 7 tháng 7 năm 1999       | Golden Gala                                | Rome, Ý                             | Video trên YouTube   |                      |                      |
| 2000 m (sự tiến triển)               | 4:44.79 | Hicham El Guerrouj | Maroc                 | 7 tháng 9 năm 1999       | Internationales Stadionfest (ISTAF)        | Berlin, Đức                         | Video trên YouTube   |                      |                      |
| 3000 m (sự tiến triển)               | 7:20.67 | Daniel Komen | Kenya                 | 1 tháng 9 năm 1996       | Rieti Meeting                              | Rieti, Ý                            | Video trên YouTube   |                      |                      |
| 5000 m (sự tiến triển)               | 12:37.35 | Kenenisa Bekele | Ethiopia              | 31 tháng 5 năm 2004      | Fanny Blankers-Koen Games                  | Hengelo, Hà Lan                     | Video trên YouTube   |                      |                      |
| 10.000 m (sự tiến triển)             | 26:17.53 | Kenenisa Bekele | Ethiopia              | 26 tháng 8 năm 2005      | Memorial Van Damme                         | Brussels, Vương quốc Bỉ             | Video trên YouTube   |                      |                      |
| 10 km (đường phố)                    | 26:44 | Leonard Patrick Komon | Kenya                 | 26 tháng 9 năm 2010      | Singelloop                                 | Utrecht, Hà Lan                     | [ 4 ]                |                      |                      |
| 15 km (đường phố)                    | 41:13 | Leonard Patrick Komon | Kenya                 | 21 tháng 11 năm 2010     | Zevenheuvelenloop                          | Nijmegen, Hà Lan                    | [ 5 ]                |                      |                      |
| 20.000 m (sân vận động)              | 56:25.98+ | Haile Gebrselassie | Ethiopia              | 27 tháng 6 năm 2007      | Golden Spike Ostrava                       | Ostrava, Cộng hòa Czech             | [ 6 ]                |                      |                      |
| 20 km (đường phố)                    | 55:21+ | Zersenay Tadese | Eritrea               | 21 tháng 3 năm 2010      | Giải bán marathon Lisbon                   | Lisbon, Bồ Đào Nha                  | [ 7 ]                |                      |                      |
| Bán marathon (sự tiến triển)         | 57:30 | Yomif Kejelcha | Ethiopia              | 27 tháng 10 năm 2024     | Giải bán marathon Valencia                 | Valencia , Tây Ban Nha              |                      |                      |                      |
| Một giờ (sự tiến triển)              | 21.285 m | Haile Gebrselassie | Ethiopia              | 27 tháng 6 năm 2007      | Golden Spike Ostrava                       | Ostrava, Cộng hòa Czech             | [ 9 ]                |                      |                      |
| 25.000 m (sân vận động)              | 1:12:25.4+ | Moses Mosop | Kenya                 | 3 tháng 6 năm 2011       | Prefontaine Classic                        | Eugene, Hoa Kỳ                      | [ 10 ]               |                      |                      |
| 25 km (đường phố)                    | 1:11:18 | Dennis Kipruto Kimetto | Kenya                 | 6 tháng 5 năm 2012       | BIG 25                                     | Berlin, Đức                         | [ 11 ] [ 12 ]        |                      |                      |
| 30.000 m (sân vận động)              | 1:26:47.4 | Moses Mosop | Kenya                 | 3 tháng 6 năm 2011       | Prefontaine Classic                        | Eugene, Hoa Kỳ                      | [ 10 ] [ 13 ]        |                      |                      |
| 30 km (đường phố)                    | 1:27:13+ | Stanley Biwott | Kenya                 | 24 tháng 4 năm 2016      | London Marathon                            | London, Vương quốc Anh              | [ 14 ]               |                      |                      |
| 30 km (đường phố)                    | 1:27:13+ | Eliud Kipchoge | Kenya                 | 24 tháng 4 năm 2016      | London Marathon                            | London, Vương quốc Anh              | [ 15 ]               |                      |                      |
| Marathon (sự tiến triển)             | 2:02:57 | Dennis Kipruto Kimetto | Kenya                 | 28 tháng 9 năm 2014      | Berlin Marathon                            | Berlin, Đức                         | Video trên YouTube   |                      |                      |
| 100 km (đường phố)                   | 6:13:33 | Takahiro Sunada | Nhật Bản              | 21 tháng 6 năm 1998      |                                            | Yūbetsu, Nhật Bản                   |                      |                      |                      |
| 3000 m chạy việt dã (sự tiến triển)  | 7:53.63 | Saif Saaeed Shaheen | Qatar                 | 3 tháng 9 năm 2004       | Memorial Van Damme                         | Brussels, Vương quốc Bỉ             | Video trên YouTube   |                      |                      |
| 110 m vượt rào (sự tiến triển)       | 12.80 (+0.3 m/s) | Aries Merritt | Hoa Kỳ                | 7 tháng 9 năm 2012       | Memorial Van Damme                         | Brussels, Vương quốc Bỉ             | Video trên YouTube   |                      |                      |
| 400 m vượt rào (sự tiến triển)       | 45.94 | | Bản mẫu:Norway        | 3 tháng 8 năm 2021       | Olympic Tokyo 2020                         | Tokyo, Nhật Bản                     |                      |                      |                      |
| Nhảy cao (sự tiến triển)             | 2.45 m | Javier Sotomayor | Cuba                  | 27 tháng 7 năm 1993      |                                            | Salamanca, Tây Ban Nha              | Video trên YouTube   |                      |                      |
| Nhảy sào (sự tiến triển)             | 6.27 m | Armand Duplantis | Thụy Điển             | 28 tháng 2 năm 2025      | Giải nhảy sào quy tụ các ngôi sao          | Clermont-Ferrand, Pháp              |                      |                      |                      |
| Nhảy xa (sự tiến triển)              | 8.95 m (+0.3 m/s) | Mike Powell | Hoa Kỳ                | 30 tháng 8 năm 1991      | IAAF World Championships in Athletics 1991 | Tokyo, Nhật Bản                     | Video trên YouTube   |                      |                      |
| Nhảy ba bước (sự tiến triển)         | 18.29 m (+1.3 m/s) | Jonathan Edwards | Anh Quốc              | 7 tháng 8 năm 1995       | IAAF World Championships in Athletics 1995 | Gothenburg, Thụy Điển               | Video trên YouTube   |                      |                      |
| Đẩy tạ (sự tiến triển)               | 23.12 m | Randy Barnes | Hoa Kỳ                | 20 tháng 5 năm 1990      | Jack in the Box Invitational               | Westwood, Hoa Kỳ                    | [ 19 ]               |                      |                      |
| Ném đĩa (sự tiến triển)              | 74.08 m | Jürgen Schult | Đông Đức              | 6 tháng 6 năm 1986       |                                            | Neubrandenburg, Đông Đức            |                      |                      |                      |
| Ném tạ xích (sự tiến triển)          | 86.74 m | Yuriy Sedykh | Liên Xô               | 30 tháng 8 năm 1986      | European Athletics Championships 1986      | Stuttgart, Tây Đức                  |                      |                      |                      |
| Ném lao (sự tiến triển)              | 98.48 m | Jan Železný | Cộng hòa Séc          | 25 tháng 5 năm 1996      |                                            | Jena, Đức                           |                      |                      |                      |
| Mười môn phối hợp (sự tiến triển)    | 9045 điểm (Xem ở dưới) | Ashton Eaton | Hoa Kỳ                | 28 – 29 tháng 8 năm 2015 | IAAF World Championships in Athletics 2015 | Beijing, PR China                   | [ 20 ]               |                      |                      |
| Mười môn phối hợp (sự tiến triển)    | \| Ngày thi đấu đầu tiên \| Ngày thi đấu đầu tiên \| Ngày thi đấu đầu tiên \| Ngày thi đấu đầu tiên \| Ngày thi đấu đầu tiên \| Ngày thi đấu thứ hai \| Ngày thi đấu thứ hai \| Ngày thi đấu thứ hai \| Ngày thi đấu thứ hai \| Ngày thi đấu thứ hai \| \| 100 m (gió) \| Nhảy xa (gió) \| Đẩy tạ \| Nhảy cao \| 400 m \| 110 m vượt rào (gió) \| Ném đĩa \| Nhảy sào \| Ném lao \| 1500 m \| \| --------------------- \| --------------------- \| --------------------- \| --------------------- \| --------------------- \| -------------------- \| -------------------- \| -------------------- \| -------------------- \| -------------------- \| \| 10.23 (−0.4 m/s) \| 7.88 m (0.0 m/s) \| 14.52 m \| 2.01 m \| 45.00 \| 13.69 (−0.2 m/s) \| 43.34 m \| 5.20 m \| 63.63 m \| 4:17.52 \| | |                       |                          |                                            |                                     |                      |                      |                      |
| Đi bộ 10.000 m (sân vận động)        | 37:53.09 | Paquillo Fernández | Tây Ban Nha           | 27 tháng 7 năm 2008      | Spanish Championships                      | Santa Cruz de Tenerife, Tây Ban Nha |                      |                      |                      |
| Đi bộ 10 km (đường phố)              | 37:11 | Roman Rasskazov | Nga                   | 28 tháng 5 năm 2000      |                                            | Saransk, Liên bang Nga              | [ 21 ]               |                      |                      |
| Đi bộ 20.000 m (sân vận động)        | 1:17:25.6 | Bernardo Segura | México                | 7 tháng 5 năm 1994       |                                            | Bergen, Na Uy                       |                      |                      |                      |
| Đi bộ 20 km (đường phố)              | 1:16:36 | Yusuke Suzuki | Nhật Bản              | 15 tháng 3 năm 2015      | Asian Race Walking Championships           | Nomi, Nhật Bản                      | [ 22 ]               |                      |                      |
| Đi bộ 2 giờ (sân vận động)           | 29.572 m + | Maurizio Damilano | Ý                     | 3 tháng 10 năm 1992      |                                            | Cuneo, Ý                            |                      |                      |                      |
| Đi bộ 30.000 m (sân vận động)        | 2:01:44.1 | Maurizio Damilano | Ý                     | 3 tháng 10 năm 1992      |                                            | Cuneo, Ý                            |                      |                      |                      |
| Đi bộ 50.000 m (sân vận động)        | 3:35:27.20 | Yohann Diniz | Pháp                  | 12 tháng 3 năm 2011      |                                            | Reims, Cộng hòa Pháp                | [ 23 ]               |                      |                      |
| Đi bộ 50 km (đường phố)              | 3:32:33 | Yohann Diniz | Pháp                  | 15 tháng 8 năm 2014      | European Athletics Championships 2014      | Zürich, Thụy Sĩ                     | Video trên YouTube   |                      |                      |
| Tiếp sức 4×100 m (sự tiến triển)     | 36.84 | Nesta Carter Michael Frater Yohan Blake Usain Bolt | Jamaica               | 11 tháng 8 năm 2012      | Olympic London 2012                        | London, Vương quốc Anh              | [ 25 ]               |                      |                      |
| Tiếp sức 4×200 m (sự tiến triển)     | 1:18.63 | Nickel Ashmeade Warren Weir Jermaine Brown Yohan Blake | Jamaica               | 24 tháng 5 năm 2014      | IAAF World Relays 2014                     | Nassau, Bahamas                     | Video trên YouTube   |                      |                      |
| Tiếp sức 4×400 m (sự tiến triển)     | 2:54.29 | Andrew Valmon Quincy Watts Butch Reynolds Michael Johnson | Hoa Kỳ                | 22 tháng 8 năm 1993      | IAAF World Championships in Athletics 1993 | Stuttgart, Đức                      | Video trên YouTube   |                      |                      |
| Tiếp sức 4×800 m                     | 7:02.43 | Joseph Mutua William Yiampoy Ismael Kombich Wilfred Bungei | Kenya                 | 25 tháng 8 năm 2006      | Memorial Van Damme                         | Brussels, Vương quốc Bỉ             |                      |                      |                      |
| Tiếp sức hỗn hợp cự ly               | 9:15.50 | Kyle Merber 2:53.56 (1200 m) Brycen Spratling 45.95 (400 m) Brandon Johnson 1:44.75 (800 m) Ben Blankenship 3:51.24 (1600 m)                                                          | Hoa Kỳ                | 3 tháng 5 năm 2015       | IAAF World Relays 2015                     | Nassau, Bahamas                     | [ 27 ]               |                      |                      |
| Tiếp sức 4×1500 m                    | 14:22.22 | Collins Cheboi Silas Kiplagat James Kiplagat Magut Asbel Kiprop | Kenya                 | 25 tháng 5 năm 2014      | IAAF World Relays 2014                     | Nassau, Bahamas                     | Video trên YouTube   |                      |                      |
| Tiếp sức marathon (Ekiden)           | 1:57:06 | Josephat Ndambiri 13:24 (5 km) Martin Mathathi 27:12 (10 km) Daniel Muchunu Mwangi 13:59 (5 km) Mekubo Mogusu 27:56 (10 km) Onesmus Nyerre 14:36 (5 km) John Kariuki 19:59 (7.195 km) | Kenya                 | 23 tháng 11 năm 2005     | Chiba Ekiden                               | Chiba, Nhật Bản                     |                      |                      |                      |
| Ngày thi đấu đầu tiên                | Ngày thi đấu đầu tiên | Ngày thi đấu đầu tiên | Ngày thi đấu đầu tiên | Ngày thi đấu đầu tiên    | Ngày thi đấu thứ hai                       | Ngày thi đấu thứ hai                | Ngày thi đấu thứ hai | Ngày thi đấu thứ hai | Ngày thi đấu thứ hai |
| 100 m (gió)                          | Nhảy xa (gió) | Đẩy tạ | Nhảy cao              | 400 m                    | 110 m vượt rào (gió)                       | Ném đĩa                             | Nhảy sào             | Ném lao              | 1500 m               |
| 10.23 (−0.4 m/s)                     | 7.88 m (0.0 m/s) | 14.52 m | 2.01 m                | 45.00                    | 13.69 (−0.2 m/s)                           | 43.34 m                             | 5.20 m               | 63.63 m              | 4:17.52              |

### Nữ
| Ngày thi đấu đầu tiên | Ngày thi đấu đầu tiên | Ngày thi đấu đầu tiên | Ngày thi đấu đầu tiên | Ngày thi đấu thứ hai | Ngày thi đấu thứ hai | Ngày thi đấu thứ hai |
| 100 m vượt rào (gió)  | Nhảy cao              | Đẩy tạ                | 200 m                 | Nhảy xa (gió)        | Ném lao              | 800 m                |
| --------------------- | --------------------- | --------------------- | --------------------- | -------------------- | -------------------- | -------------------- |
| 12.69 (+0.5 m/s)      | 1.86 m                | 15.80 m               | 22.56 (+1.6 m/s)      | 7.27 m (+0.7 m/s)    | 45.66 m              | 2:08.51              |

| Ngày thi đấu đầu tiên | Ngày thi đấu đầu tiên | Ngày thi đấu đầu tiên | Ngày thi đấu đầu tiên | Ngày thi đấu đầu tiên | Ngày thi đấu thứ hai | Ngày thi đấu thứ hai | Ngày thi đấu thứ hai | Ngày thi đấu thứ hai | Ngày thi đấu thứ hai |
| 100 m (gió)           | Ném đĩa               | Nhảy sào              | Ném lao               | 400 m                 | 100 m vượt rào (gió) | Nhảy xa (gió)        | Đẩy tạ               | Nhảy cao             | 1500 m               |
| --------------------- | --------------------- | --------------------- | --------------------- | --------------------- | -------------------- | -------------------- | -------------------- | -------------------- | -------------------- |
| 12.49                 | 46.19 m               | 3.10 m                | 48.78 m               | 57.19                 | 14.22                | 6.12 m               | 16.42 m              | 1.78 m               | 5:15.86              |

## Kỷ lục thế giới trong nhà
IAAF bắt đầu công nhận các kỷ lục thế giới trong nhà từ năm 1987.

### Trích dẫn
1. 1 2  Mulkeen, Jon (ngày 20 tháng 8 năm 2009). "Bolt, again, and again! 19.19 World record in Berlin". IAAF. Bản gốc lưu trữ ngày 21 tháng 8 năm 2009. Truy cập ngày 21 tháng 8 năm 2009.
2. ↑  "Men's 400m Results" (PDF). Rio 2016 official website. ngày 14 tháng 8 năm 2016. Bản gốc (PDF) lưu trữ ngày 20 tháng 9 năm 2016. Truy cập ngày 15 tháng 8 năm 2016.
3. ↑  "800 Metres Results". IAAF. ngày 9 tháng 8 năm 2012. Truy cập ngày 9 tháng 8 năm 2012.
4. ↑  "Komon smashes through 27-minute barrier with 26:44 run in Utrecht 10Km". IAAF. ngày 26 tháng 9 năm 2010. Truy cập ngày 30 tháng 9 năm 2010.
5. ↑  "Komon breaks World 15Km record in Nijmegen". IAAF. ngày 21 tháng 11 năm 2010. Truy cập ngày 21 tháng 11 năm 2010.
6. ↑  "20000 Metres Results" (PDF). www.zlatatretra.cz. ngày 27 tháng 6 năm 2007. Bản gốc (PDF) lưu trữ ngày 28 tháng 11 năm 2007. Truy cập ngày 31 tháng 8 năm 2009.
7. ↑  Fernandes, António Manuel (ngày 21 tháng 3 năm 2010). "Scorching 58:22 World Half Marathon record by Tadese in Lisbon!". IAAF. Truy cập ngày 21 tháng 3 năm 2010.
8. ↑  "Kejelcha breaks world half marathon record in Valencia | REPORTS | World Athletics". worldathletics.org. Truy cập ngày 27 tháng 10 năm 2024.
9. ↑  "One Hour Results" (PDF). www.zlatatretra.cz. ngày 27 tháng 6 năm 2007. Bản gốc (PDF) lưu trữ ngày 29 tháng 11 năm 2007. Truy cập ngày 31 tháng 8 năm 2009.
10. 1 2  Dave Martin (ngày 4 tháng 6 năm 2011). "Mosop rips apart World records for 25,000 and 30,000m in Eugene – Samsung Diamond League". IAAF. Truy cập ngày 4 tháng 6 năm 2011.
11. ↑  "Dennis Kipruto Kimetto Big 25 Result". www.berlin25km.r.mikatiming.de. ngày 6 tháng 5 năm 2012. Truy cập ngày 6 tháng 5 năm 2012.
12. ↑  "Kimetto breaks 25km World record in Berlin". IAAF. ngày 6 tháng 5 năm 2012. Truy cập ngày 6 tháng 5 năm 2012.
13. ↑  "30000 Metres Results" (PDF). www.diamondleague-eugene.com. ngày 3 tháng 6 năm 2011. Bản gốc (PDF) lưu trữ ngày 25 tháng 3 năm 2012. Truy cập ngày 4 tháng 6 năm 2011.
14. ↑  "London Marathon 2016 Results". virginmoneylondonmarathon.com. ngày 24 tháng 4 năm 2016. Truy cập ngày 24 tháng 4 năm 2016.
15. ↑  "London Marathon 2016 Results". virginmoneylondonmarathon.com. ngày 24 tháng 4 năm 2016. Truy cập ngày 24 tháng 4 năm 2016.
16. ↑  "Dennis Kipruto Kimetto Berlin Marathon Result". www.scc-events.com. ngày 28 tháng 9 năm 2014. Truy cập ngày 28 tháng 9 năm 2014.
17. ↑  "110 Metres Hurdles Results". IAAF. ngày 7 tháng 9 năm 2012. Truy cập ngày 7 tháng 9 năm 2012.
18. ↑  "Triple Jump Results". IAAF. ngày 7 tháng 8 năm 1995. Bản gốc lưu trữ ngày 29 tháng 6 năm 2011. Truy cập ngày 2 tháng 3 năm 2011.
19. ↑  Shelley Smith (ngày 28 tháng 5 năm 1990). "Putting It Way Out There". www.sportsillustrated.cnn.com. Bản gốc lưu trữ ngày 1 tháng 11 năm 2013. Truy cập ngày 20 tháng 11 năm 2016.
20. ↑  "Decathlon Final Results" (PDF) (bằng tiếng Anh). IAAF. ngày 29 tháng 8 năm 2015. Truy cập ngày 29 tháng 8 năm 2015.
21. ↑  "All-time men's best 10 km road walk". www.alltime-athletics.com. Truy cập ngày 2 tháng 3 năm 2013.
22. ↑  "Suzuki Breaks 20km Race Walk World Record". IAAF. ngày 15 tháng 3 năm 2015. Truy cập ngày 15 tháng 3 năm 2015.
23. ↑  Paul Warburton (ngày 12 tháng 3 năm 2011). "Rolling Stones and champagne accompany World 50,000m race walk track record for Diniz". IAAF. Truy cập ngày 12 tháng 3 năm 2011.
24. ↑  "European Athletics Championships – Men's 50km Race Walk Results". European Athletics. ngày 15 tháng 8 năm 2014. Truy cập ngày 19 tháng 8 năm 2014.
25. ↑  "4x100 Metres Relay Results". IAAF. ngày 11 tháng 8 năm 2012. Truy cập ngày 11 tháng 8 năm 2012.
26. ↑  Simon Hart (ngày 25 tháng 5 năm 2014). "Jamaica men break 4x200 metre relay record at IAAF World Relays in Nassau - and without Usain Bolt". The Daily Telegraph. Truy cập ngày 25 tháng 5 năm 2014.
27. ↑  "Men's Distance Medley Relay Final Results" (PDF). IAAF. ngày 3 tháng 5 năm 2015. Truy cập ngày 4 tháng 5 năm 2015.
28. ↑  "Men's 4×1500m Relay Results". IAAF. ngày 25 tháng 5 năm 2014. Truy cập ngày 26 tháng 5 năm 2014.
29. 1 2 3  Linthorne, Nicholas P. (tháng 6 năm 1995). "The 100-m World Record by Florence Griffith-Joyner at the 1988 U.S. Olympic Trials" (PDF). Brunel University. Bản gốc (PDF) lưu trữ ngày 16 tháng 9 năm 2012. Truy cập ngày 24 tháng 3 năm 2012.
30. ↑  "Women's outdoor 100m". All-time top lists. IAAF. ngày 17 tháng 9 năm 2011. Truy cập ngày 24 tháng 3 năm 2012.
31. ↑  "IAAF Diamond League Monaco - 1500m Results" (PDF). sportresult.com. ngày 17 tháng 7 năm 2015. Bản gốc (PDF) lưu trữ ngày 5 tháng 3 năm 2016. Truy cập ngày 18 tháng 7 năm 2015.
32. 1 2 3  Phil Minshull; Jon Mulkeen (ngày 15 tháng 2 năm 2015). "Kiplagat breaks world half-marathon record in Barcelona". IAAF. Truy cập ngày 15 tháng 2 năm 2015.
33. ↑  Wenig, Jörg (ngày 9 tháng 5 năm 2010). "Kosgei, Keitany shatter 25Km World records in Berlin – Updated". IAAF. Truy cập ngày 9 tháng 5 năm 2010.
34. ↑  "Liliya Shobukhova Chicago Marathon 2011 Race Result". Chicago marathon. ngày 9 tháng 10 năm 2011. Truy cập ngày 14 tháng 10 năm 2011.
35. ↑  "30 Kilometres Records". IAAF. ngày 9 tháng 10 năm 2011. Truy cập ngày 14 tháng 10 năm 2011.
36. ↑  "3000m Steeplechase Results" (PDF). sportresult.com. ngày 27 tháng 8 năm 2016. Bản gốc (PDF) lưu trữ ngày 17 tháng 10 năm 2016. Truy cập ngày 27 tháng 8 năm 2016.
37. ↑  "100m Hurdles Results" (PDF). sportresult.com. ngày 22 tháng 7 năm 2016. Bản gốc (PDF) lưu trữ ngày 22 tháng 7 năm 2016. Truy cập ngày 22 tháng 7 năm 2016.
38. ↑  "Page 27, Intelligencer, ngày 12 tháng 6 năm 1988". NewspaperARCHIVE.com. Bản gốc lưu trữ ngày 25 tháng 5 năm 2020. Truy cập ngày 10 tháng 3 năm 2012.
39. ↑  "VĐV Venezuela phá sâu kỷ lục thế giới nhảy ba bước - VnExpress". Báo điện tử VnExpress. Truy cập ngày 3 tháng 8 năm 2021.
40. ↑  "Hammer Throw Results" (PDF). Rio 2016 Official Website. ngày 15 tháng 8 năm 2016. Bản gốc (PDF) lưu trữ ngày 20 tháng 8 năm 2016. Truy cập ngày 15 tháng 8 năm 2016.
41. ↑  "Wlodarczyk extends hammer world record in Warsaw". IAAF. ngày 28 tháng 8 năm 2016. Truy cập ngày 28 tháng 8 năm 2016.
42. ↑  "Javelin Throw Results" (PDF). IAAF. ngày 13 tháng 9 năm 2008. Truy cập ngày 11 tháng 9 năm 2009.
43. ↑  "Women Heptathlon Olympic Games 1988 Seoul (KOR) - 23,24.09". todor66.com/. Truy cập ngày 12 tháng 8 năm 2012.
44. ↑  "All-time women's best 10000m road race-walk". www.alltime-athletics.com. Truy cập ngày 2 tháng 3 năm 2013.
45. ↑  "Liu breaks 20km race walk world record in La Coruna". IAAF. ngày 6 tháng 6 năm 2015. Truy cập ngày 6 tháng 6 năm 2015.
46. ↑  "4 × 100m Relay Results". IAAF. ngày 10 tháng 8 năm 2012. Truy cập ngày 10 tháng 8 năm 2012.
47. ↑  "Women's Distance Medley Relay Final Results" (PDF). IAAF. ngày 2 tháng 5 năm 2015. Truy cập ngày 4 tháng 5 năm 2015.
48. ↑  "Men's 4x800m Relay Results". IAAF. ngày 24 tháng 5 năm 2014. Truy cập ngày 25 tháng 5 năm 2014.